# Elecciones en Honduras
El proceso electoral en Honduras es realizado mediante la organización, coordinación y supervisión del  Consejo Nacional Electoral (CNE).  En Honduras se realizan dos elecciones: las elecciones primarias e internas, y las elecciones generales. En las primeras los partidos políticos escogen a sus candidatos oficiales para participar en las elecciones generales, así como a las autoridades de su institución política. En las elecciones generales se escoge al jefe de Estado, bajo el título de presidente de la República —quien además desempeñará el cargo de comandante General de las Fuerzas Armadas—, a 128 diputados titulares y 128 diputados suplentes al Congreso Nacional, 20 diputados propietarios al Parlacen —con sus respectivos suplentes—, 298 alcaldes, 298 vicealcaldes y 2,092 regidores.
Las elecciones generales se realizan el último domingo del mes de noviembre del cuarto y último año del periodo de gobierno, sin posibilidad de balotaje; mientras que las primarias se realizan el segundo domingo de marzo del mismo año. El presidente y los alcaldes son escogidos por una mayoría simple de los votos válidos. El Congreso Nacional de Honduras es unicameral, y sus diputados son escogidos por cociente electoral. Mientras que el número de diputados de cada partido que integrarán el Parlacén son escogidos según la cantidad de votos que obtuvo dicho partido en el nivel presidencial. Los miembros electos de las Corporaciones Municipales y del Congreso Nacional inician funciones el 25 de enero del año siguiente al año electoral, mientras que el presidente lo hace el 27 de enero. Todos son electos para un periodo de 4 años, con posibilidad de reelección.
Actualmente existen 14 partidos políticos en Honduras: los tradicionales y mayoritarios Partido Liberal de Honduras (1891) y Partido Nacional de Honduras (1902), quienes mantuvieron un sistema bipartidista; los minoritarios Partido Demócrata Cristiano (1968), Partido Innovación y Unidad (1968) y el Partido Unificación Democrática (1992); y los creados en el siglo XXI: Partido Anticorrupción (2011), Partido Libertad y Refundación (2011), Partido Alianza Patriótica Hondureña (2012), Frente Amplio (2012), Partido Va Movimiento Solidario (2016), Partido Nueva Ruta (2019), Partido Salvador de Honduras (2019), Partido Todos Somos Honduras (2020) y Partido Liberación Democrático de Honduras (2020).

## Legislación actual

### Partidos políticos
La solicitud de inscripción para un partido político no puede realizarse en el año electoral. Esta debe contener, entre otros, un listado que acredite que la solicitud es apoyada por una cantidad mínima de ciudadanos, equivalente al 2% del total de votos válidos de la última elección general en el nivel presidencial. La ley electoral permite además fusiones y alianzas, totales o parciales, entre los partidos políticos. A un partido político se le puede cancelar la inscripción si es absorbido por otro, no participa directamente en una elección general —excepto en casos de alianzas— o si en una elección general no obtiene al menos el 2% del total de los votos válidos en el nivel electivo de mayor votación, además de ningún diputado al Congreso.

El TSE vigila que no exista ningún tipo de discriminación dentro de los partidos políticos; los mismos deben aprobar una política de equidad de género e incluir a un 30% de mujeres en sus fórmulas para diputados, alcaldes y dirigentes de partido.
Al finalizar las elecciones, el TSE pagará a cada partido político 20 Lempiras por cada voto válido ganado en el nivel electivo más votado. Ningún partido recibirá menos del 15% de la suma asignada al partido que obtenga el mayor número total de sufragios, salvo que haya obtenido menos de 10 mil votos en su nivel más votado. A este pago se le conoce como "deuda política".

### Propaganda electoral
La propaganda electoral no puede realizarse a través de los medios de comunicación del Estado y sólo puede realizarse desde los 50 días antes, en el caso de las elecciones primarias, y los 90 días antes, en el caso de las generales, hasta los 5 días antes de las elecciones. Durante estos 5 días de "silencio electoral" los candidatos sólo pueden hablar de sus propuestas de gobierno. Se prohíbe la propaganda anónima, la que promueva el abstencionismo o esté fuera de los límites de la moral y la ética; la que se valgan de creencias religiosas, use símbolos religiosos o símbolos nacionales, denigre a las instituciones públicas, políticas o a los candidatos y la que involucre a niños o adolescentes. 
Se prohíbe colocar publicidad de campaña en bienes propiedad del Estado, monumentos públicos, templos religiosos, señales de tránsito y rótulos; fijar propaganda sobre la ya colocada, obstaculizar el tránsito o la visión y colocar propaganda impresa sin pie de imprenta. También se prohíbe la publicidad estatal y municipal, y publicar sondeos de opinión sobre el comportamiento electoral desde los 50 días antes de las elecciones primarias y los 90 días antes de las generales.
Los candidatos a elección popular tienen un límite permitido de gastos de campaña. En el caso del nivel presidencial el límite se calcula multiplicando el número total de ciudadanos registrados en el Censo Nacional Electoral —que pueden ejercer el sufragio— por el doble del costo del voto. En el caso de los diputados y alcaldes, el límite depende del Censo Electoral municipal o departamental.

### Elecciones
El Tribunal Supremo Electoral hace el llamado a elecciones primarias y generales 6 meses antes de las mismas. Las elecciones generales se realizan el último domingo del mes de noviembre del cuarto y último año del periodo de gobierno, mientras que las primarias se realizan el segundo domingo de marzo del mismo año. Tradicionalmente, los partidos políticos realizan elecciones internas para escoger a sus autoridades el mismo día de las elecciones primarias, cuando se eligen los candidatos oficiales a cargos públicos, pero la ley permite realizarlas un día diferente. Seis meses antes de las elecciones internas, los partidos políticos deben hacer un llamamiento a inscribir a los movimientos internos; lo cual debe suceder dentro de los dos meses siguientes. Vencido el plazo, en ente central del partido político notificará al TSE la existencia o no de movimientos internos, dejando un espacio de 5 días para impugnaciones. Igualmente, un partido participará en elecciones primarias si existen movimientos internos que propongan candidatos a presidente, y a alcaldes y diputados en más de la mitad de los departamentos y municipios del país. Los movimientos deben presentar además un listado de ciudadanos que respalden su inscripción, de al menos el 2% de los votos válidos totales obtenidos por el partido en el nivel con más votos de las elecciones generales pasadas. El proceso primario concluye dentro de los 45 días posteriores a la elección, disolviendo a los moviendo internos; y el TSE inscribe a los candidatos oficiales dentro de los 15 días posteriores al anuncio de elecciones generales.
Para inscribir un candidato a la Presidencia es indispensable que se acompañe del candidato a Vicepresidente, para el Congreso Nacional y el Parlamento Centroamericano que se acompañe de sus suplentes y para la Alcaldía Municipal de su nómina completa. Si un candidato muere o renuncia antes de las elecciones internas, será sustituido por la persona que el partido político disponga; y en caso de ocurrir después, por su suplente. Si se trata de un candidato independiente, será sustituido por su suplente sólo después de las elecciones generales.
Un ciudadano puede solicitar personalmente el cambio de su centro de votación asignado, pero este no puede llevarse a cabo en los 4 meses anteriores a las elecciones. Se prohíbe el comercio de bebidas alcohólicas y la realización de espectáculos públicos desde las 6 a. m.. del día anterior a las elecciones hasta las 6 p. m.. del día siguiente.

### Día de votación
El día de las elecciones, las Mesas Electorales Receptoras (MER) se instalan a las 5 a. m., comprobándose que se disponga de todo el material necesario recibido dentro de una "maleta electoral". El periodo de votación comienza a las 6 a. m. y concluye a las 4 p. m., permitiéndose votar a los ciudadanos que se encuentren haciendo fila. También se disponen MER en algunas ciudades del extranjero, abiertas entre 6 a. m. y 4 p. m. de la hora local, y sólo con papeletas del nivel presidencial. Los miembros de la MER pueden decidir concluir el tiempo de votación hasta las 5 p. m. si por alguna razón no se inició a la hora señalada, y son ellos los últimos en ejercer el sufragio. 
Están capacitados para votar todos los ciudadanos que hayan cumplido 18 años de edad. No podrán ejercer el sufragio quienes se presenten en estado de ebriedad, bajo los efectos de alguna droga, o portando insignias que demuestren su afiliación política. El proceso para ejercer el sufragio es el siguiente:
- El ciudadano se hace presente en la MER del centro de votación correspondiente.
- Entrega su tarjeta de identidad para su cotejo con la fotografía que aparece en el cuaderno electoral —donde aparecen los datos de todos los ciudadanos que pueden ejercer el sufragio en esa MER—, la cual será retenida temporalmente.
- Muestra sus dedos índices para verificarse que no estén manchados con tinta indeleble.
- Recibe las tres papeletas electorales de los 3 niveles electivos, firmadas en el momento por el presidente y el Secretario de la MER.
- Se dirige al lugar privado asignado para votar y hace: una marca en el nivel presidencial, una en la de alcalde, y una cantidad máxima de marcas en el nivel parlamentario, dependiendo del Departamento.
- Dobla las papeletas de manera que su contenido quede oculto y las presenta de nuevo a la MER.
- Se les estampa el sello de "ratificado" y se le devuelven al elector.
- Deposita cada papeleta en la urna correspondiente y regresa a la MER.
- Firma o deja su huella dactilar en el cuaderno de votación, en el espacio correspondiente a sus datos.
- Extiende su mano para que le coloquen tinta indeleble en el dedo meñique.
- Se le devuelve su tarjeta de identidad y abandona el recinto.

Al finalizar el tiempo de votación, se cuentan y marcan las papeletas sobrantes, y se abren las urnas para el conteo de los votos en presencia de todos los miembros de la MER. Las mismas se abren en el orden siguiente: Presidente y Vicepresidente, Diputados al Congreso Nacional y Miembros de la Corporación Municipal. Se considerarán votos nulos las marcas obscenas, las que estén fuera del espacio destinado por ley o cubran a más de un candidato sin poderse determinar su intención.

Se verifica que la cantidad de papeletas coincida con el número de ciudadanos en el cuaderno electoral y se procede a llenar 3 actas "de cierre" para cada uno de los niveles electivos, las cuales contienen un resumen de los votos válidos, nulos o blancos, y de las papeletas sobrantes para cada nivel; además de reportar las incidencias ocurridas durante el proceso. El Presidente y Secretario de la MER llevan el acta a un "área de transmisión", donde se un "Custodio Electoral" realiza una copia de la misma, la cual es firmada por los miembros de la MER y escaneada para su transmisión al sistema del TSE. El Presidente guarda las actas en un sobre de seguridad, que irá sellado a la maleta electoral, donde además se guarda nuevamente todo el material electoral. La maleta es entregada al Custodio, para su transporte a las instalaciones del TSE. Los resultados de los sondeos a boca de urna podrán divulgarse a partir de las 5 p. m.

## Historia y evolución del proceso

### Primeras elecciones (Independencia centroamericana)
La primera elección con "sufragio popular" se realizó en Honduras el 10 de marzo de 1822, tras la declaración de independencia de Centroamérica de la Monarquía Española y su anexión al Imperio Mexicano. En esta se escogieron los diputados que irían por Centroamérica al Congreso Federal Mexicano. La forma del sufragio fue el ‘voto público’ ante un escrutador nombrado, algo común en la época. Se escogieron 4 representantes de Comayagua y 3 de Tegucigalpa.
El segundo evento electoral en Honduras fue el 10 de mayo de 1823, para elegir los diputados que irían por Honduras a la Asamblea Constituyente Centroamericana en Ciudad de Guatemala, conforme a lo establecido por el Acta del 15 de septiembre. De esta asamblea surgió la Declaración de Independencia absoluta de Centroamérica que creó la Federación Centroamericana el 1 de julio de 1823. Se habían escogido 11 representantes de Honduras, pero solo estuvo presente uno en la Asamblea; los demás arribaron en septiembre y ratificaron la acción el 1 de octubre.

### República Federal de Centro América(1824-1839)
En mayo de 1824, la Asamblea Centroamericana ordenó a cada Estado federado conformar una Asamblea y escoger a los jefes de Estado —para un periodo de 4 años según la Constitución Federal—, estableciendo que la Asamblea del Estado de Honduras debía conformarse de 11 diputados. Dicha Asamblea Constituyente se conformó el 29 de agosto de 1824. Se realizaron elecciones y se escrutaron los votos el 16 de septiembre de 1824, pero como ningún candidato alcanzó la mayoría de votos, por ley federal la Asamblea pasó a nombrar a los funcionarios, escogiendo a Dionisio de Herrera como primer Jefe Supremo de Estados, a José Justo Milla como Vicejefe y a Francisco Morazán como Secretario General.
Con la promulgación de la primera constitución de Honduras, en abril de 1826 la Asamblea llamó a nuevas elecciones para jefe de Estado, declarando a Herrera jefe de Estado provisional. Herrera fue sacado del poder en mayo de 1827 por José Justo Milla, quien llamó a elecciones para una Asamblea Constituyente, la cual escogió a José Jerónimo Zelaya Fiallos como jefe de Estado el 13 de septiembre.
Francisco Morazán tomó el poder de Honduras por la fuerza de las armas en noviembre de 1827, siendo declarado Jefe provisional; y el 5 de marzo de 1829 la Asamblea lo escoge jefe de Estado. En julio de 1830, Morazán renuncia al ser electo Jefe de la Federación y se hacen elecciones bajo el mandato provisional de José Santos Díaz del Valle. Al no haber mayoría de votos para ningún candidato, la Asamblea escogió a Joaquín Rivera, quien no aceptó por no haber ganado la mayoría del voto popular, así que la Asamblea nombró a José Antonio Márquez como jefe de Estado, quien tomó posesión en marzo de 1831.
A un año de mandato, Márquez depositó la presidencia en José Francisco Milla Guevara, quien llamó a elecciones, siendo declarado electo como jefe de Estado Joaquín Rivera el 31 de diciembre de 1832, y Vicejefe, al coronel Francisco Ferrera. Iniciado su mandato, se adoptó el voto popular directo para escoger a los funcionarios.
Al terminar su mandato y no haberse realizado elecciones, Rivera deposita la jefatura en José María Martínez Salinas; se realizan elecciones y el 28 de mayo de 1837 es electo Justo José Herrera, quien toma posesión ese mismo día.

### Constitución de 1839
Con la Constitución de 1839 el periodo de mandato pasa a ser de dos años, con posibilidad a una reelección, y los gobernantes pasan a ostentar el título de Presidente. 
Se elige como presidente provisional a José Francisco Zelaya y Ayes y la Asamblea llama a elecciones mediante decreto del 6 de junio de 1840. El 30 de diciembre la Cámara se reunió para el escrutinio de 3,400 votos, y al no existir mayoría de votos para ningún candidato, escogió por unanimidad a Francisco Ferrera  como Presidente.
Al terminar su mandato, Ferrera fue reelecto por la Cámara mediante decreto del 23 de febrero de 1843, y al terminar su segundo mandato y no realizarse elecciones, el Congreso escogió Presidente a Coronado Chávez el 8 de enero de 1845. 
Al terminar el periodo de Chávez, se realizan elecciones y la Asamblea escruta los votos el 13 de enero de 1847; al no haber mayoría escoge nuevamente a Francisco Ferrera, pero este se rehúsa y propone a Juan Lindo, quien es finalmente quien toma el cargo de Presidente.

### Constitución de 1848
Durante el mandato de Juan Lindo se promulga la Constitución de 1848, con la cual el periodo de gobierno pasa a ser de 4 años con posibilidad de reelección por una sola vez sin intervalo de tiempo. 
Al promulgarse, la Asamblea escoge a Lindo como presidente provisional y llama a elecciones, en las cuales Lindo es reelegido. 
Al finalizar su segundo periodo en 1852, se realizan elecciones y se escrutan los votos en febrero de 1852; al no ganar la mayoría de votos ningún candidato, la Asamblea escoge a José Trinidad Cabañas. 
Cabañas es depuesto por Golpe de Estado en 1855, y lo suceden presidentes provisionales, hasta que se realizan elecciones durante el mandato de Francisco de Aguilar y se escrutan los votos el 14 de febrero de 1856. Nadie logra la mayoría, de modo que la Asamblea escoge a José Santos Guardiola Bustillo. 
Guardiola se postuló para la reelección y ganó con 20,531 del total de 22,873 votos que fueron escrutados por la Asamblea en febrero de 1860, convirtiéndose en el primer presidente en ser electo mediante la mayoría del voto popular.
Guardiola es asesinado en enero de 1862 y su sucesor legal depuesto por golpe de Estado por José María Medina en 1863. Ese año Medina deposita la presidencia en Francisco Inestroza para que realice elecciones, cuyos votos fueron escrutados el 15 de febrero de 1864. Medina ganó la mayoría de votos y tomó posesión el 15 de febrero de 1864, cuando hubiese concluido el periodo de Guardiola.

### Constitución de 1865
Medina abogó por la promulgación de la nueva Constitución de 1865, con la cual se prohibió la reelección sucesiva, y el tamaño de los distritos electorales se redujo a 10,000 personas por distrito.
Con la promulgación de la nueva constitución, Medina es nombrado presidente provisional y se llaman a elecciones para el 1 de diciembre de 1865. Los votos son escrutados en enero de 1866, ganando Medina el voto popular y siendo nombrado por la Asamblea como Presidente para el periodo de febrero de 1866 a febrero de 1870. 
En 1869 Medina modificó la constitución para permitir la reelección continua y luego fue declarado Presidente para otro periodo, sin haberse realizado elecciones. Antes las protestas de la oposición, se practicaron elecciones y Medina obtuvo 10,649 votos a favor y 542 en contra, en el conteo de votos de agosto de 1869.
Medina es depuesto por Céleo Arias, y este por Ponciano Leiva Madrid, quien realizó elecciones y ganó el voto popular, tomando posesión en febrero de 1875. Debido a conflictos nacionales, a Leiva le sucedieron presidentes provisionales, entre ellos Marco Aurelio Soto, quien llamó a elecciones el 22 de abril de 1877 y fue declarado ganador con 16,603 votos del total de 20,635. 

### Constitución de 1880
En el gobierno de Marco Aurelio Soto se promulga una nueva constitución en noviembre de 1880.
Elecciones de 1881: las ganó el liberal Marco Aurelio Soto con 24,521 votos (90%), derrotando a Céleo Arias (10%).
Elecciones de 1883: tras renunciar Soto, se llaman a elecciones y las gana el conservador Luis Bográn, con 40,958 votos (70%); derrotando a su principal opositor, el liberal Céleo Arias (20%).
Elecciones de 1887: Bográn es reelecto con 38,394 votos (86%), venciendo nuevamente a Céleo Arias (12%), quien ya participaba bajo la Liga Liberal, creada por él en 1884.
Elecciones generales de 1891: el 17 de enero de 1891, el Lic. Policarpo Bonilla organizó al grupo creado por Arias, y se le cambió el nombre a Partido Liberal (PL), convirtiéndose en el primer partido político creado en Honduras. 23 días después, Luis Bográn y otra facción de liberales moderados fundaron el Partido Progresista. Este ganó los comicios bajo la figura de Ponciano Leiva, que obtuvo 34,362 votos (69%), derrotando al candidato del Partido Liberal Policarpo Bonilla (31%).
Elecciones de 1893: tras la renuncia de Leiva provocada por su persecución al Partido Liberal, asume el poder Domingo Vásquez Toruño, bajo cuyo régimen autoritario se realizaron elecciones con él como candidato único. Vásquez obtuvo 37,141 votos (70%).

### Constitución de 1894
Domingo Vásquez fue depuesto por Policarpo Bonilla, quien promulgó en octubre la Constitución de 1894.
Elecciones de 1894: gana Bonilla con 42,667 votos (99%), siendo candidato único y volviendo constitucional su mandato de facto.
Elecciones de 1898: nuevamente gana un candidato único impuesto por Bonilla, el liberal Terencio Sierra, con 36,796 votos (83%).
Elecciones de 1902: el 27 de febrero de 1902 se funda el Partido Nacional de Honduras (PNH), que escoge como candidato a Manuel Bonilla, ganador de las elecciones con 28,550 votos (49%), sobre su principal adversario Juan Ángel Arias (43%) del Partido Liberal de Honduras (PLH). Las elecciones estuvieron llenas de irregularidades y sus resultados no fueron reconocidos por el Congreso hasta que Bonilla tomó el poder mediante un golpe de Estado el 13 de abril de 1903.
Elecciones parlamentarias de 1903: realizadas en octubre bajo el mandato de Manuel Bonilla.
Elecciones de 1908: Bonilla se convierte en dictador, se reelige y es derrocado. Se instala un gobierno provisional al mando de Miguel Rafael Dávila Cuéllar, que llama a elecciones en marzo de 1908, y en las cuales resulta ganador.
Elecciones de 1911: Dávila renuncia por conflictos internos y hace un acuerdo con Manuel Bonilla para que Francisco Bertrand Barahona tome la presidencia provisional. Este llama a elecciones con Bonilla como candidato único, el cual ganó casi por unanimidad.
Elecciones de 1915: Bonilla muere y lo sucede Francisco Bertrand Barahona, quien renuncia para evitar la prohibición de reelección y participar como candidato único. Votan 77,832 personas, prácticamente todas por Bertrand.
Elecciones de 1919: Bertrand trata de oprimir a la oposición provocando la Guerra civil de 1919, donde es derrotado por el general Rafael López Gutiérrez. Este toma el poder, llama a elecciones y resulta ganador con 79,068 (81%), derrotando a Alberto de Jesús Membreño (19%).
Elecciones para autoridades locales de 1922: hubo intervención del gobierno, generando malestar en los círculos políticos. 
Elecciones parlamentarias de 1922: realizadas en octubre.
Elecciones de 1923: se organiza el Partido Nacional, que escoge como candidato a Tiburcio Carias Andino, quien gana los comicios con 49,953 votos (47%), derrotando a Policarpo Bonilla (33%) del Partido Liberal Constitucionalista y a Juan Ángel Arias Boquín (19%) del Partido Liberal. Como ningún candidato gana la mayoría absoluta, le toca al Congreso escoger un ganador, pero los opositores a Carías evitan que esto suceda. Al concluir el periodo de mandato del Presidente López Gutiérrez sin un sucesor, asume todos los poderes de Estado y Carias se levanta en armas contra él, en lo que fue la la guerra civil de 1924.

### Constitución de 1924
Se establece un gobierno provisional, que promulga la Constitución de 1924.
Elecciones presidenciales de 1924: el Partido Liberal no propone a ningún candidato, por lo que el candidato nacionalista Miguel Paz Barahona gana prácticamente por unanimnidad con 72,021 votos. 
Elecciones municipales de 1927: llevadas a cabo en abril para escoger a las autoridades municipales para un periodo de un año, sin posibilidad a reelegirse continuamente. El Partido Nacional gana el 68% de las 232 municipalidades.
Elecciones presidenciales de 1928: el candidato liberal Vicente Mejía Colindres obtiene 62,319 votos (57%), venciendo al nacionalista Tiburcio Carias Andino (42%) en las primeras elecciones pacíficas ganadas contra el oficialismo.
Elecciones parlamentarias de 1930: celebradas en octubre para renovar a la mitad de los diputados del Congreso. El Partido Nacional y el Liberal quedan empatados, por lo cual hacen un pacto.
Elecciones municipales de 1931: celebradas en noviembre, el Partido Nacional ganó 223 de las 267 municipalidades, incluyendo Tegucigalpa, Comayagua, San Pedro Sula y todos los puertos. En Trujillo ganó la fórmula liberal, por lo cual en noviembre los nacionalistas lograron que en ese lugar se anularan los resultados y se repitiera la elección en febrero de 1932, obteniendo los mismos resultados.
Elecciones presidenciales de 1932: las ganó el nacionalista Tiburcio Carías Andino con 80.512 votos, derrotando al liberal Zúñiga Huete (61.047 votos). Los liberales no aceptaron los resultados y hubo un levantamiento que generó muertes y destrucción.
Elecciones municipales de 1933: celebradas el 26 de noviembre. Los nacionalistas ganaron el 69% de las municipalidades, incluyendo Tegucigalpa; mientras que los liberales triunfaron en San Pedro Sula, El Progreso, Tela, La Ceiba, Comayagua y Comayagüela.
Elecciones parlamentarias de 1934: celebradas en noviembre. el PNH gana 55 curules y el PLH 4.
Elecciones municipales de 1935: celebradas en noviembre.
Elecciones constituyentes de 1936: el 6 de enero el Congreso llamó a elecciones para la conformación de una Asamblea Nacional Constituyente. Estas fueron celebradas el 26 del mismo mes; el Partido Nacional obtuvo 132,948 votos y el Partido Liberal 46. La Asamblea promulgó una nueva constitución.

### Constitución de 1936
Con la Constitución de 1936 se elige al Presidente Tiburcio Carías Andino para un nuevo periodo de gobierno, ahora de 6 años, hasta el 1 de enero de 1943. Posteriores reformas a la constitución extendieron su mandato hasta el 1 de enero de 1949, el cual fue conocido como el "Cariato".
Elecciones municipales de 1936: celebradas el 29 de noviembre. Los resultados fueron: candidatos cariístas: 105,440 votos, callejistas: 7,509 y liberales: 2,188.
Elecciones municipales de 1943: celebradas en noviembre bajo el control del Partido Nacional, el cual obtuvo un total de 88,725 votos, contra 1,228 votos del Partido Liberal, de modo que todos los ganadores fueron nacionalistas.
Elecciones municipales de 1945: los nacionalistas recibieron un total de 77,226 votos de las 85,036 personas que participaron.
Elecciones presidenciales de 1948: celebradas en octubre. El candidato liberal José Ángel Zúñiga Huete se retira de la elección, por lo que inevitablemente gana el nacionalista Juan Manuel Gálvez con el 80% de los votos. Gálvez era el candidato escogido por su amigo Carias Andino, además de ministro de guerra durante el Cariato.
Elecciones municipales de 1950: celebradas en octubre. Fueron elecciones libres. El Partido Nacional ganó todas las municipalidades, menos una, obteniendo un total de 77,593 votos, mientras que el Partido Liberal obtuvo 8,103 votos y ganó Nacaome.
Elecciones presidenciales de 1954 celebradas en octubre, fueron elecciones inusuales. El ganador fue el liberal Ramón Villeda Morales con 121,213 votos (48%), derrotando al nacionalista Tiburcio Carías Andino (30%) y a Abraham Williams Calderón (21%) del Movimiento Nacional Reformista. Como Villeda no obtuvo la mayoría absoluta, al igual que en la elección de 1923, la decisión recae en el Congreso; pero los nacionalistas evitan que el Congreso elija un ganador, por lo que el presidente Julio Lozano Díaz disuelve al Congreso y se vuelve dictador.
Elecciones Constituyentes de 1956: celebradas el 7 de octubre. Fueron convocadas y amañadas por Lozano para formar una Asamblea Nacional Constituyente. Estas fueron las primeras elecciones en las que participaron mujeres, luego de obtener el derecho al voto el 24 de enero de 1955. Sus resultados fueron: 370,318 votos (89.4%) al Partido Unión Nacional creado por Lozano, 41,724 votos (41.1%) al Partido Liberal y 2,003 (0.5%) al Partido Nacional, quien fue llamado por Carías a no votar. Ningún candidato opositor al gobierno ganó, y fueron elegidas 3 mujeres. La Asamblea de 56 diputados propietarios y 56 suplentes no se instaló por golpe de Estado de 1956.  
Elecciones Constituyentes de 1957: convocadas por la ahora gobernante Junta Militar y realizadas el 22 de septiembre. Fueron elecciones ordenadas y honestas. 522,359 personas se registraron para votar, incluyendo 213,065 mujeres y 313,373 analfabetas. El Partido Liberal obtuvo 36 (el 62%) de los 58 escaños, con 209,109 votos; el Partido Nacional 101,274 votos y el Movimiento Nacional Reformista 29,487. 3 escaños fueron ganados por mujeres. La Asamblea escogió a Ramón Villeda Morales como presidente y promulgó una nueva constitución.

### Constitución de 1957
Elecciones municipales de 1962: celebradas en noviembre. El Partido liberal ganó más del 70% de las 278 municipalidades, ganado casi todas las de los departamentos de Cortés, Atlántida, Yoro, y Colón; y 14 de las 18 capitales departamentales, incluyendo San Pedro Sula. Los nacionalistas alegaron acciones fraudulentas, como la votación ilegal por parte de salvadoreños exiliados. 
El 13 de octubre de 1963 se celebrarían elecciones presidenciales, pero  10 días antes ocurrió un golpe de Estado contra el Presidente Villeda Morales.
Elecciones Constituyentes de 1965: celebradas el 16 de febrero. Fueron convocadas por el presidente de facto, el nacionalista Oswaldo López Arellano, y dirigidas por el líder del Partido Nacional Ricardo Zúñiga Augustinas. Fueron elecciones muy violentas y fraudulentas, con ataques e intimidación a los posibles votantes disidentes por parte de activistas nacionalistas y fuerzas de seguridad. Contaron con la observación de la OEA. Los nacionalistas ganaron 35 de los 65 escaños, con 328,412 votos, mientras que los liberales 29 escaños con 267,808 votos. Los opositores convocaron a una Comité Cívico Nacional para detener la elección por parte de la Asamblea, pero no lo lograron y ésta eligió a López Arellano presidente.
Elecciones municipales de 1968: celebradas el 31 de marzo. El presidente del Tribunal Electoral Martín Pérez le había pedido al Coronel Andrés Ramírez Ortega detener la violencia, lo cual no sucedió, y hubo coerción y presencia de personas armadas; aunque en la zona norte el General Juan Alberto Mélgar Castro trató de frenar los abusos de los nacionalistas. El Partido Nacional obtuvo 246 y el Partido Liberal 35, de las 281 municipalidades. En estas participó por primera vez el Partido Demócrata Cristiano, fundado en 1968. Los observadores de la embajada estadounidense reportaron una cantidad considerable de acciones fraudulentas. Las elecciones generaron descontento en la población y hubo demandas de que las elecciones fueran anuladas.
Elecciones de 1971: celebradas en marzo. Fueron las primeras elecciones desde 1932 en las que el vencedor fue escogido por la mayoría del voto popular. El ganador fue el nacionalista Ramón Ernesto Cruz con 306.028 votos, venciendo al liberal Jorge Bueso Arias. Los partidos de izquierda fueron llamados a no votar, por lo que las elecciones registraron un abstencionismo del 32%.
Elecciones constituyentes de 1980: luego de 3 golpes de Estado, el gobernante de facto Policarpo Paz García hace elecciones para una Asamblea Nacional Constituyente el 20 de abril. Participó alrededor del 80% del electorado, y fueron limpias y honestas. Los resultados fueron: Partido Liberal de Honduras: 35 escaños, Partido Nacional de Honduras: 33 y Partido Innovación y Unidad: 3.

### Era democrática (1982-actualidad)

#### Elecciones generales de 1981
La actual era democrática del país centroamericano comienza con el llamado a elecciones por parte del mandatario Policarpo Paz García en 1981. En las mismas participaron los antiguos partidos políticos: el Partido Nacional de Honduras (PNH) y el Partido Liberal de Honduras (PLH), así como los recientemente fundados Partido Innovación y Unidad (PINU) y Partido Demócrata Cristiano (DC). Se escogió al presidente de Honduras y a 82 diputados al Congreso. La elección de los diputados no era directa, sino que estos eran escogidos según el porcentaje de votos que obtenía el candidato de su partido.
| Candidato                | Partido | Votos   | %     | Diputados |
| ------------------------ | ------- | ------- | ----- | --------- |
| Roberto Suazo Córdova    | PLH     | 786,594 | 51.02 | 44        |
| Ricardo Zúñiga           | PNH     | 701,406 | 45.49 | 34        |
| Miguel Andonie Fernández | PINU    | 30,173  | 1.96  | 3         |
| Hernán Corrales Padilla  | DC      | 23,705  | 1.54  | 1         |

#### Elecciones generales de 1985
La crisis institucional generada durante el mandato de Roberto Suazo Córdova dividió al gobernante Partido Liberal, así como al opositor Partido Nacional, quienes no pudieron ponerse de acuerdo para escoger a un candidato oficial en sus respectivos partidos. La crisis concluyó con la firma de un acta donde todos los candidatos se comprometieron a participar en las elecciones generales y a escoger como ganador a quien obtuviera la mayoría de votos dentro del partido político que a su vez obtuviera la mayoría de votos totales. Es mediante esta "Opción B" que participaron en las elecciones generales de 1985 cuatro candidatos por el Partido Liberal, tres por el Partido Nacional, uno del PINU y uno de la DC.
| Candidato                       | Partido | Votos   | %    | Diputados |
| ------------------------------- | ------- | ------- | ---- | --------- |
| José Azcona del Hoyo            | PLH     | 786,594 | 51   | 67        |
| Rafael Leonardo Callejas        | PNH     | 701,406 | 45.5 | 63        |
| Hernán Corrales Padilla         | DC      | 30,173  | 2    | 2         |
| Antonio Enrique Aguilar Cerrato | PINU    | 23,705  | 1.5  | 2         |

#### Elecciones generales de 1989
Durante el gobierno de José Azcona del Hoyo y como consecuencia de la crisis del gobierno anterior, se aprobó el 5 de junio de 1985 la Ley Especial Relativa a las Elecciones Internas Directas y Generales de Autoridades Supremas y Municipales, mediante la cual quedaron institucionalizadas las "elecciones primarias". El Partido Liberal fue el primero en celebrar elecciones primarias en 1988, mientras que el PNH escogió a un único candidato.
| Candidato                       | Partido | Votos   | %     | Diputados |
| ------------------------------- | ------- | ------- | ----- | --------- |
| Rafael Leonardo Callejas        | PNH     | 917,168 | 52.02 | 71        |
| Carlos Flores Facussé           | PLH     | 776,983 | 44.3  | 56        |
| Antonio Enrique Aguilar Cerrato | PINU    | 33,952  | 1.9   | 0         |
| Efraín Aníbal Díaz Arrivillaga  | DC      | 25,453  | 1.5   | 1         |

#### Elecciones generales de 1993
Para estas elecciones se declaró vía decreto como partido político al movimiento Unificación Democrática (UD) —que era la fusión de 4 partidos políticos izquierdistas clandestinos—, quedando legalmente capacitado para participar en las elecciones.
| Candidato               | Partido | Votos   | %   | Diputados |
| ----------------------- | ------- | ------- | --- | --------- |
| Carlos Roberto Reina    | PLH     | 906,793 | 53  | 71        |
| José Oswaldo Ramos Soto | PNH     | 735,123 | 43  | 55        |
| Olban Valladares        | PINU    | 48 471  | 2.8 | 2         |
| Marco Orlando Iriarte   | DC      | 20,350  | 1   | 0         |

#### Elecciones generales de 1997
En ellas participó la primera candidata mujer, Nora Gúnera de Melgar, por el Partido Nacional.
| Candidato               | Partido | Votos     | %     | Diputados |
| ----------------------- | ------- | --------- | ----- | --------- |
| Carlos Flores Facussé   | PLH     | 1,040,403 | 52.65 | 67        |
| Nora Gúnera de Melgar   | PNH     | 844,985   | 42.76 | 55        |
| Olban Valladares        | PINU    | 41,605    | 2.11  | 3         |
| Arturo Corrales Álvarez | DC      | 24,737    | 1.25  | 2         |
| Matías Fúnez Valladares | UD      | 24,243    | 1.23  | 1         |

#### Elecciones generales de 2001
Dos meses antes de las elecciones primarias de diciembre del año 2000, el Partido Liberal impugnó la candidatura del precandidato nacionalista Ricardo Maduro por no considerarlo «hondureño de nacimiento», y por tanto, estar legalmente inhabilitado a participar en un proceso electoral. El Tribunal Nacional de Elecciones (TNE), controlado por el gobernante Partido Liberal, se negó a inscribir al precandidato nacionalista; esto a pesar del dictamen conjunto de dos expertos juristas, un hondureño y un brasileño, y del dictamen del Comisionado Nacional de los Derechos Humanos de que Maduro sí es hondureño de nacimiento. El ombudsman calificó además las acciones del TNE de ilegales, abusivas, y aparentemente motivadas a impedir la inscripción del precandidato. En vista de la negativa del ente electoral, Maduro cedió temporalmente su precandidatura a Luis Cosenza, quien participó y ganó el proceso electoral interno. Finalmente, en febrero del 2001 el Congreso Nacional, por medio de un anteproyecto de interpretación de la ley —producto de un acuerdo político para solventar la crisis—, sentenció que Ricardo Maduro era legalmente hondureño de nacimiento, por lo cual pasó a sustituir a Luis Cosenza como candidato oficial por el Partido Nacional.
Desde estas elecciones se comenzó a implementar el voto directo a los candidatos a diputados, tanto en las primarias, como en las generales, por lo cual por primera vez el candidato ganador no obtuvo la mayoría de diputados del Congreso.
| Candidato               | Partido | Votos     | %     | Diputados |
| ----------------------- | ------- | --------- | ----- | --------- |
| Ricardo Maduro          | PNH     | 1,137,734 | 52.21 | 61        |
| Rafael Pineda Ponce     | PLH     | 964,590   | 44.26 | 55        |
| Olban Valladares        | PINU    | 31,666    | 1.45  | 3         |
| Matías Fúnez Valladares | UD      | 24,102    | 1.11  | 5         |
| Marco Orlando Iriarte   | DC      | 0.97      | 4     | 1         |

#### Elecciones generales de 2005
El 15 de mayo de 2004 entró en vigencia la Ley Electoral y de las Organizaciones Políticas, por la cual el ente electoral pasó a llamarse Tribunal Supremo Electoral (TSE), y bajo la cual se dispusieron centros de votación en las ciudades estadounidenses de Nueva Orleans, Miami, Washington D. C., Nueva York y Los Ángeles en las elecciones generales. La ley también dispuso que las elecciones internas debían realizarse el tercer domingo del mes de noviembre del año anterior a las elecciones generales.
| Candidato             | Partido | Votos   | %     | Diputados |
| --------------------- | ------- | ------- | ----- | --------- |
| Manuel Zelaya         | PLH     | 999,006 | 49.9  | 62        |
| Porfirio Lobo         | PNH     | 964,590 | 46.17 | 55        |
| Juan Ángel Almendares | UD      | 27,802  | 1.51  | 4         |
| Juan Ramón Martínez   | DC      | 25,808  | 1.4   | 5         |
| Carlos Sosa Coello    | PINU    | 18,764  | 1.02  | 2         |

#### Elecciones generales de 2009
Los comicios generales se realizaron en medio de la crisis política surgida tras el golpe de Estado de 2009 al presidente Manuel Zelaya. Las mismas se plantearon por algunos países como una salida a la crisis. Se realizaron con normalidad y contaron con el reconocimiento de países como Estados Unidos, Canadá, Panamá, Costa Rica y Perú, y el rechazo de países como Venezuela y Brasil. Los seguidores zelayistas, aglutinados en el Frente Nacional de Resistencia Popular lucharon por el boicoteo pacífico de las elecciones, mientras que Zelaya, por su parte, instó internacionalmente porque fueran declaradas ilegítimas.
| Candidato        | Partido | Votos     | %     | Diputados |
| ---------------- | ------- | --------- | ----- | --------- |
| Porfirio Lobo    | PNH     | 1,213,695 | 56.56 | 71        |
| Elvin Santos     | PLH     | 817,524   | 38.09 | 45        |
| Bernard Martinez | PINU-SD | 39,960    | 1.86  | 3         |
| Felicito Ávila   | DC      | 38,413    | 1.79  | 5         |
| César Ham        | UD      | 36,420    | 1.7   | 4         |

#### Elecciones generales de 2013
Estas contaron con la participación inédita de cuatro nuevo partido políticos: el Partido Anticorrupción (PAC), el Frente Amplio Político Electoral en Resistencia (FAPER), el Partido Alianza Patriótica Hondureña y el Partido Libertad y Refundación (LIBRE), fundado por el depuesto presidente Zelaya y postulando a su esposa, Xiomara Castro para la presidencia. También contó con la Alianza de los partidos UD-FAPER. Ante la pretensión de dos aspirantes a diputados de participar en las elecciones internas como candidatos por dos movimientos y la de Xiomara Castro de participar como precandidata escogida por consenso de 4 movimientos, el Congreso Nacional aprobó un decreto especial para permitir esto «por esta única vez».
En estas elecciones se rompió con el tradicional bipartidismo del PNH y el PLH, el cual quedó fracturado tras las crisis política y fue relegado al tercer lugar a nivel presidencial y parlamentario, detrás del Partido Libre. La candidata de Libre y el candidato del PAC, Salvador Nasralla —un outsider de la política—, no reconocieron los resultados a nivel presidencial, declarándose ambos como ganadores.
| Candidato                | Partido | Votos     | %     | Diputados |
| ------------------------ | ------- | --------- | ----- | --------- |
| Juan Orlando Hernández   | PNH     | 1.149.302 | 36.89 | 48        |
| Xiomara Castro de Zelaya | Libre   | 896.498   | 28.78 | 37        |
| Mauricio Villeda         | PLH     | 632.320   | 20.3  | 27        |
| Salvador Nasralla        | PAC     | 418.443   | 13.43 | 13        |
| Orle Solís               | DC      | 5.194     | 0.17  | 1         |
| Jorge Aguilar Paredes    | PINU    | 4.468     | 0.14  | 1         |
| Otros                    |         | 10,223    | 0.3   | 0         |

#### Elecciones generales de 2017
Para estas elecciones se legalizaron las "candidaturas por consenso" y se permitió la reelección a nivel presidencial mediante un polémico fallo de inaplicabilidad de la Corte Suprema al artículo 239 en 2015, con lo cual el presidente Juan Orlando Hernández participó como precandidato por consenso de 2 movimientos internos del PNH. También se aprobó la Ley de Política Limpia, para limitar el derroche en campaña de los candidatos a cargos de elección popular, y una reforma a la Ley Electoral por la cual las elecciones internas pasaron a celebrarse el segundo domingo de marzo del mismo año que las generales. 
Las elecciones contaron con la participación de los recién creados Partido Va Movimiento Solidario (Vamos) y la Alianza de Oposición contra la Dictadura, conformada por los partidos PINU y Libre, que escogieron como candidato presidencial a Salvador Nasralla. Gracias a un fallo de la Corte Suprema, continuaron existiendo los partidos políticos Alianza Patriótica y FAPER, el cual pasó a llamarse "Frente Amplio".  
Las elecciones fueron cuestionadas en su transparencia y justicia por observadores internacionales, propiciando una crisis poselectoral. Tras estas, las protestas de la Alianza alegando fraude y sus enfrentamientos con las fuerzas de seguridad dejaron decenas de muertos y pérdidas económicas millonarias. Ni la Alianza de Oposición ni el PLH reconocieron los resultados, declarando ambos como ganador a Salvador Nasralla. El presidente Hernández fue declarado como ganador oficial, siendo el primer presidente reelecto en la era democrática.
| Candidato               | Partido            | Votos     | %     | Diputados         |
| ----------------------- | ------------------ | --------- | ----- | ----------------- |
| Juan Orlando Hernández  | PNH                | 1,410,888 | 42,95 | 61                |
| Salvador Nasralla       | Alianza Libre-PINU | 1,360,442 | 41.42 | Libre: 30 PINU: 4 |
| Luis Zelaya             | PLH                | 484,187   | 14.74 | 26                |
| Romeo Vásquez Velásquez | AP                 | 6,517     | 0.2   | 4                 |
| Marlene Alvarenga       | PAC                | 5,983     | 0.18  | 1                 |
| Lucas Aguilera          | DC                 | 5,900     | 0.18  | 1                 |
| Alfonso Díaz Narváez    | UD                 | 4.633     | 0.14  | 1                 |
| Otros                   |                    | 6,154     | 0.19  | 0                 |

#### Elecciones generales de 2021
Se crearon el Consejo Nacional Electoral y el Tribunal de Justicia Electoral: el primero para realizar los procesos electorales y el segundo para juzgar la legalidad en los mismos. Se aprobó además, en 2021, una nueva Ley Electoral. 
Se crearon 3 nuevos partidos políticos: Partdio Nueva Ruta (PNR), Partido Salvador de Honduras (PSH), Partido Todos Somos Honduras (TSH) y Partido Liberación Democrático de Honduras (LIDEHR). La alianza política, de hecho, entre Libre, PSH, el PINU-SD y otras fuerzas políticas, postularon a Xiomara Castro Sarmiento para la presidencia de la república.
Los resultados fueron los siguientes:
| Candidato                         | Partido       | Votos     | %     | Diputados |
| --------------------------------- | ------------- | --------- | ----- | --------- |
| Xiomara Castro                    | Libre         | 1,716,793 | 51.12 | 50        |
| Nasry Asfura                      | PNH           | 1,240,260 | 36.93 | 44        |
| Yani Rosenthal                    | PLH           | 335,762   | 10.00 | 22        |
| Milton Ávila                      | Independiente | 8,857     | 0.26  | -         |
| Carlos Mauricio Portillo          | DC            | 7,103     | 0.21  | 1         |
| Romeo Vásquez Velásquez           | LA ALIANZA    | 6,556     | 0.20  | 0         |
| Kelin Ninoska Pérez Gómez         | El Frente     | 6,053     | 0.18  | 0         |
| Esdras Amado López Rodríguez      | Nueva Ruta    | 5,911     | 0.18  | 0         |
| Alexander Mira                    | UNOH          | 5,711     | 0.17  | 0         |
| Marlon Oniel Escoto Valerio       | TSH           | 5,382     | 0.16  | 0         |
| José Alfonso Díaz Narváez         | UD            | 5,081     | 0.15  | 0         |
| Julio César López Casaca          | PAC           | 4,181     | 0.12  | 1         |
| José Ramón Coto García            | Vamos         | 3,768     | 0.11  | 0         |
| Lempira Cuauhtémoc Viana Mora     | LIDERH        | 3,361     | 0.10  | 0         |
| Santos Orlando Rodríguez Orellana | Independeinte | 3,274     | 0.10  | -         |

#### Elecciones generales de 2025
Las elecciones generales de Honduras de 2025 se celebrarán el domingo 30 de noviembre de 2025. En estos comicios se elegirá al Presidente de la República, 128 diputados al Congreso Nacional, 20 representantes al Parlamento Centroamericano, así como a 298 corporaciones municipales. Las principales fuerzas políticas son el Partido Libre, el Partido Nacional y el Partido Liberal, cuyos candidatos presidenciales son Rixi Moncada, Nasry Asfura y Salvador Nasralla, respectivamente. El proceso es organizado por el Consejo Nacional Electoral y será supervisado por observadores nacionales e internacionales.
| Candidato         | Partido | Votos | % | Diputados |
| ----------------- | ------- | ----- | - | --------- |
| Rixi Moncada      | Libre   |       |   |           |
| Nasry Asfura      | PNH     |       |   |           |
| Salvador Nasralla | PLH     |       |   |           |
| Nelson Ávila      | PINU    |       |   |           |
| Mario Rivera      | DC      |       |   |           |